# Arenysaurus
Arenysaurus é um gênero de dinossauro da família Hadrosauridae, que viveu durante o Cretáceo Superior na Espanha. Há uma única espécie descrita para o gênero Arenysaurus ardevoli.